# Gare de Magnac - Vicq
La gare de Magnac - Vicq est une gare ferroviaire française sur la ligne des Aubrais - Orléans à Montauban-Ville-Bourbon, située sur la commune de Vicq-sur-Breuilh, près de Magnac-Bourg, dans le département de la Haute-Vienne, en région Nouvelle-Aquitaine.
Magnac - Vicq est une halte de la Société nationale des chemins de fer français (SNCF), elle est desservie par des trains express régionaux de Nouvelle-Aquitaine (TER Nouvelle-Aquitaine).

## Situation ferroviaire
Établie à 387 mètres d'altitude, la gare de Magnac - Vicq est située au point kilométrique (PK) 433,411 de la ligne des Aubrais - Orléans à Montauban-Ville-Bourbon entre les gares ouvertes de Pierre-Buffière, dont elle est séparée par la gare fermée de Glanges, et de Saint-Germain-les-Belles.

## Historique
La gare de Magnac - Vicq est ouverte lors de la mise en service, le 1er juillet 1893, de la ligne à double voie de Limoges à Brive via Uzerche. La Compagnie du chemin de fer de Paris à Orléans, avec l'ouverture de ce tronçon, complète son grand axe ferroviaire permettant un trajet direct entre Paris et Toulouse.

### Fréquentation
Selon les estimations de la SNCF, la fréquentation annuelle de la gare figure dans le tableau ci-dessous.
| Année               | 2015   | 2016   | 2017   | 2018   | 2019   | 2020   | 2021   | 2022   | 2023   |
| ------------------- | ------ | ------ | ------ | ------ | ------ | ------ | ------ | ------ | ------ |
| Nombre de voyageurs | 14 010 | 11 319 | 12 782 | 13 083 | 13 498 | 13 287 | 11 895 | 14 975 | 19 854 |

## Services voyageurs

### Accueil
Halte SNCF c'est un point d'arrêt non géré (PANG), équipé de deux quais avec abris, un parking pour les véhicules est aménagé.

### Desserte
Magnac - Vicq est desservie par des trains TER Nouvelle-Aquitaine de la ligne n°22, qui circulent entre Limoges et Brive-la-Gaillarde, via Uzerche.